# Rom und Karthago
Rom und Karthago. Ein Gemeinschaftswerk ist ein 1943 erschienener Sammelband aus der Zeit des Nationalsozialismus, an dem sich zahlreiche bekannte deutschsprachige Althistoriker beteiligten.
Das Werk hatte sich ausdrücklich einem „rassenkundlichen“ Blick auf die Antike verschrieben und wurde von dem Tübinger Althistoriker Joseph Vogt herausgegeben. Das 1943 im Rahmen des „Kriegseinsatzes der Altertumskunde“ als Teil der NS-„Aktion Ritterbusch“ erschienene Gemeinschaftswerk gilt als eines der wenigen Beispiele für eine ganz explizit der nationalsozialistischen Ideologie verpflichtete deutsche Althistorie jener Jahre, wobei in den Beiträgen der neun namentlich beteiligten Wissenschaftler jeweils ein Aspekt ihrer Forschung unter der vom Herausgeber festgelegten Vorgabe, die Bedeutung des Rasseaspekts im Ringen zwischen Rom und Karthago zu beleuchten, ausgeführt wurde.
Neben Joseph Vogt (Professor der Alten Geschichte an der Universität Tübingen) waren dies Erich Burck (Professor der Klassischen Philologie an der Universität Kiel, lt. Inhaltsverzeichnis „zur Zeit bei der Schutzpolizei“), Wilhelm Enßlin (Professor der Alten Geschichte an der Universität Erlangen), Matthias Gelzer (Professor der Alten Geschichte an der Universität Frankfurt/M.), Reinhard Herbig (Professor der klassischen Archäologie an der Universität Heidelberg), Alfred Heuß (Professor der Alten Geschichte an der Universität Breslau), Franz Miltner (Professor der Alten Geschichte an der Universität Innsbruck), Fritz Schachermeyr (Professor der Alten Geschichte an der Universität Graz) und Fritz Taeger (Professor der Alten Geschichte an der Universität Marburg).
Das Gemeinschaftswerk gilt als äußerst tendenziöses Werk mit Aufsätzen wie: „Karthago in rassengeschichtlicher Betrachtung“ (Fritz Schachermeyr) oder „Der Rassengegensatz als geschichtlicher Faktor beim Ausbruch der römisch-karthagischen Kriege“ (Reinhard Herbig), deren Autoren dem Nationalsozialismus nahestanden.

## Ausgabe
- Joseph Vogt (Hrsg.): Rom und Karthago. Ein Gemeinschaftswerk. Koehler & Amelang, Leipzig 1943 [Mit Beiträgen unter anderem von Fritz Schachermeyr, Fritz Taeger, Alfred Heuß, Reinhard Herbig, Matthias Gelzer] (Inhaltsverzeichnis)